# Arnošt Czech Czechenherz

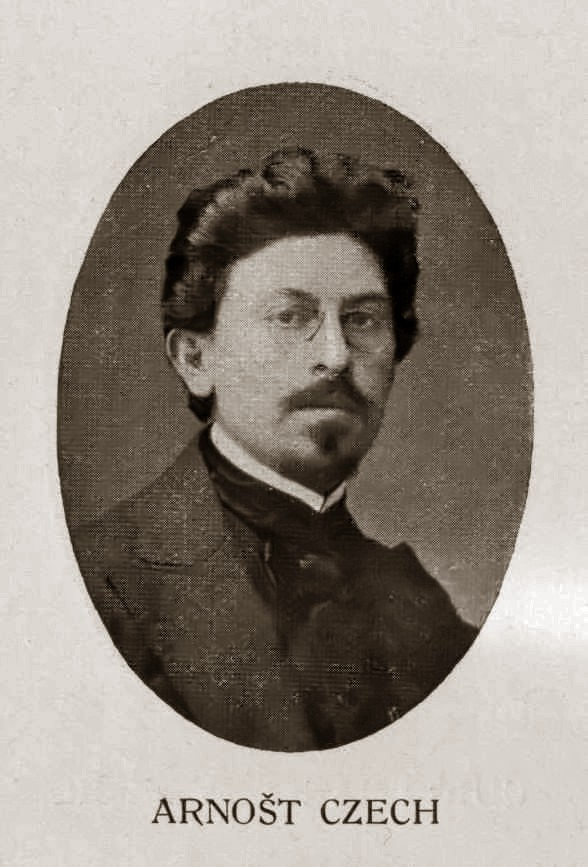
Arnošt Czech Czechenherz

Arnošt Czech Czechenherz (* 23. August 1878, Prag; † 26. Dezember 1951 ebenda) war ein tschechischer Schriftsteller, Poet, Dramatiker und Übersetzer aus dem Sanskrit, auch als Orientalist tätig.
Er ist bekannt auch unter den Namen Arnošt Czech z Czechenherzu/~ů beziehungsweise Arnošt Czech.

## Leben
Sein Studium in Prag brach Czech Czechenherz ab und trat 1896 in den Dienst bei der Post ein. In den Jahren 1909 bis 1929 war er als Beamter in der Landesbank tätig. Seit den 1920er Jahren interessierte sich Czech Czechenherz für indische Kultur und indische Mythen, was sich auch in seinen Romanen und Gedichten niederschlug. Er veröffentlichte auch Studien über die alte indische Kultur und übersetzte aus Sanskrit.
Während in seinen Gedichten die „Tiefe der Emotionen“ und „musikalische Qualität“ hervorgehoben werden, seine indienbezogenen Werke dann außer einem künstlerischen Wert auch eine dokumentarische Genauigkeit besitzen sollen, beschäftigte sich Czech Czechenherz auch mit den Nuancen der damaligen bürgerlichen Gesellschaft – wie in seinem Werk Víra v život (Der Glaube ans Leben).
Nach dem Ersten Weltkrieg war er zwei Jahre in der Zeitschrift Česká svoboda tätig, in der häufig auch die Fragen der tschechisch-deutsch-jüdischen Problematik behandelt wurden. Czech Czechenherz ist begraben auf dem Prager Friedhof Olšanské hřbitovy.

## Werke (Auswahl)
- Několik slov ku Goethově literární produkci, Praha, 1901
- Cena slávy, Praha, Rozkvět, 1904
- Spása, Praha, Melpomene, 1904
- Víra v život, Praha, A. Neubert, 1920
- Hledající lidstvo, Praha, Zmatlík a Palička, 1922
- Brahmánská moudrost, Praha, Zmatlík a Palička, 1929
- Šíva, božský tanečník, Praha, Oldřich Petr, 1933
- Palác na břehu Gangy, Praha, Oldřich Petr, 1934
- Bouře nad Bombayí, Praha, Emil Hanf, 	1936
- Má Indie, Praha, Oldřich Petr, 1938
- Avašina píseň, Praha, Národní nakl., 	1941
- Babylonská věž, Praha,  Vojtěch Hrách, 1944